# Glycerius
Glycerius (420 –sau 480) là Hoàng đế Tây La Mã từ năm 473 đến 474. Ông được Magister Militum (Tổng tư lệnh quân đội) Gundobad đưa lên ngôi vua, việc đăng quang của ông đã bị triều đình Đế chế Đông La Mã ở Constantinopolis bác bỏ. Về sau ông bị tân Hoàng đế Julius Nepos phế truất và trục xuất tới Dalmatia làm Giám mục xứ Salona ở Giáo hội Công giáo La Mã đầu tiên.

## Tiểu sử

### Nắm quyền
Nguồn sử liệu về Glycerius rất khan hiếm và ít ỏi, nó chỉ cho biết được về thời gian lên ngôi vua của ông, Glycerius là comes domesticorum (một chức quan hành chính Cổ La Mã), chỉ huy đội vệ binh hoàng gia trong triều đình ở Ravenna. Trước khi được bổ nhiệm, ông từng giữ chức chỉ huy quân sự tại Dalmatia.
Năm 472, Đế chế Tây La Mã rơi vào một cuộc nội chiến tàn khốc giữa Hoàng đế Anthemius với viên Tổng tư lệnh quân đội (magister militum) dưới quyền ông là Ricimer. Ricimer giết chết Hoàng đế và đưa Olybrius lên ngôi, nhưng chỉ trong một thời gian ngắn thì cả Ricimer và Olybrius đều lần lượt qua đời vì bạo bệnh. Hoàng đế Đông La Mã, Leo I xứ Thracia gặp khó khăn khi lựa chọn người kế vị ông, do đó một vài thành phần quân đội người Germanic, đại diện bởi viên Tổng tư lệnh quân đội và Quý tộc mới đảm nhiệm là Gundobad (cháu của Ricimer), quyết định bầu chọn Glycerius làm Hoàng đế Tây La Mã vào ngày 3 hoặc 5 tháng 3 năm 473 tại thủ đô Ravenna.

### Thời kỳ trị vì
Có rất ít chi tiết về thời kỳ trị vì của Glycerius, một vài tài liệu chỉ cung cấp sơ lược đại khái vài công việc quan trọng trong suốt triều đại của vị Hoàng đế này, chẳng hạn ông đã cố gắng hòa giải với Đế chế Đông La Mã và duy trì sự kiểm soát Đế chế một cách hữu hiệu bất chấp các cuộc tấn công của người Rợ. Trong những năm tháng cai trị của mình, đa phần Glycerius đều sống ở miền Bắc Ý, được chứng tỏ thông qua việc đúc tiền chỉ mang mỗi tên ông được lưu hành quanh quẩn Milan và thủ đô Ravenna.
Năm 473, Vua của người Visigoth, Euric xuất quân xâm lược nước Ý, nhưng người chỉ huy của ông là Vincentius bị comites của Glycerius là Alla và Sindila đánh bại và giết chết. Mặc dù giành được chiến thắng phòng thủ nước Ý, Glycerius cũng không thể ngăn chặn người Visigoth xâm chiếm vùng Arelate và Marseille tại Gaul.
Cùng thời điểm đó, người Ostrogoth dưới sự dẫn dắt của vua Widimir bắt đầu tràn vào đánh phá nước Ý. Tình trạng hợp nhất quân đội của người Rợ giữa hai phe trở thành một thảm họa nguy hiểm đối với Tây La Mã. Glycerius bèn gửi sứ giả đến chỗ Widimir, thông qua sự kết hợp ngoại giao và hối lộ một số tiền lớn khoảng 2,000 solidi. Thuyết phục Widimir rằng lãnh thổ mà ông ta muốn đã bị người Visigoth chiếm đóng và khuyên Widimir nên tiến vào thôn tính xứ Gaul. Nếu chiến lược này cô lập Vincentius tiếp nhận viện binh, nó có thể dẫn tới sự hội tụ hai đội quân người Goth chống lại Gaul.

### Mối quan hệ với Đông La Mã
Hoàng đế Đông La Mã Leo I không công nhận Olybrius đồng thời cũng không công nhận cả Glycerius, thậm chí triều đình phương đông còn nghi ngờ cho rằng ông chỉ là một con rối không hơn không kém, quyền bính thực sự đều nằm trong tay Gundobad. Vì vậy, Leo tự chọn một ứng củ viên khác là Julius Nepos, Tổng tư lệnh quân đội ở Dalmatia và có họ hàng với Hoàng hậu Đông La Mã Verina. Việc lựa chọn người kế vị cho Tây La Mã được tiến hành rất chạm chạp, và Julius Nepos chưa sẵn sàng chấp nhận làm ứng cử viên. Tháng 1 năm 474, Leo I qua đời, một người cháu của ông lên kế vị với tên gọi Leo II, sau đó vị vua trẻ tuổi này đã chọn cha mình là Zeno làm đồng Hoàng đế sau một thời gian ngắn. Zeno tiếp tục vị trí chính thức của Constantinopolis để từ chối bất kỳ sự công nhận nào của Glycerius, người mà ông tiếp tục coi như một kẻ cướp ngôi.
Bất chấp mọi thứ, Glycerius đã cố gắng để tái hòa giải với triều đình phương Đông, tuy có đôi lúc không tránh khỏi những xung đột, mâu thuẫn riêng biệt. Ví dụ như, ông đã không chọn vị Consul (quan chấp chính tối cao) thứ hai theo lệnh của Leo II mà tự phong mình làm Consul thứ nhất vào năm 474. Đồng thời Glycerius còn tìm kiếm sự hỗ trợ của Giáo hội bằng cách ban hành một đạo luật chống lại việc mua bán chức vụ thách tích của nhà thờ vào ngày 11 tháng 3 năm 473, được giới chức sắc trong giáo hội ủng hộ.

### Phế truất
Mùa xuân năm 474, Julius Nepos, kẻ đòi hỏi không chính đáng ngôi vua của Tây La Mã, xuất quân vượt Biển Adriatic tiến vào nước Ý nhằm truất phế Glycerius. Một số sử liệu cho rằng Glycerius đã bỏ rơi Ravenna thay vì Rome, để chống lại kẻ xâm lược, đầu mối nằm ở những đồng tiền được đúc tại Rome, nó cho biết Glycerius tự tuyên bố ông là Hoàng đế danh chính ngôn thuận cùng với hai vị Hoàng đế khác là Leo II và Zeno, vì vậy mà ông không công nhận Julius Nepos là Hoàng đế chính thức. Tuy nhiên, Julius Nepos cho quân đội đổ bộ tại Portus vào tháng 7 năm 474 và truất phế Glycerius mà không cần phải giao tranh, Glycerius bị đày tới Dalmatia làm Giám mục xứ Salona.
Việc phế truất Glycerius nhanh chóng đã tránh dẫn đến đổ máu thảm khốc, lý do khiến cho Glyceriu đầu hàng là việc ông không được triều đình Đông La Mã công nhận, sự hỗ trợ và ủng hộ của Viện nguyên lão La Mã và tầng lớp quý tộc Gallic-La Mã cộng với việc viên tướng Tổng tư lệnh quân đội Gundobad bỏ rơi Glycerius để tập trung lực lượng trở về kế thừa cha mình là Gundioc, vua của người Burgundi.
Sau khi bị phế truất, Glycerius tới sống ở Salona, trong vai trò là Giám mục tại xứ này, năm 475, Julius Nepos bị viên thống lãnh quân sự Orestes truất phế. Năm 476, vị Hoàng đế cuối cùng của Đế chế Tây La Mã là Romulus Augustus bị buộc phải thoái vị nhường ngôi lại cho Odoacer, vua của người Heruli. Sử gia Malchus bảo lưu ý kiến của mình khi ông cho rằng Glycerius có liên quan đến âm mưu ám sát gây ra cái chết của Hoàng đế Julius Nepos và cố giành được đặc ân từ Odoacer, tuy nhiên, việc Odoacer bổ nhiệm chức sắc cao nhất là Giám mục Milan cho Glycerius càng chứng minh thuyết hợp tác giữa Glycerius và Odoacer chỉ được coi như một tin đồn nhảm. Nó còn phỏng đoán rằng Glycerius về sau mất tại Salona.